# Walther Isendahl
Walther August Georg Johann Isendahl (* 31. Januar 1877 in Frankenstein, Schlesien; † 1950) war ein deutscher Ingenieur und Fachschriftsteller für Kraftfahrzeuge und Kraftfahrwesen.

## Leben
Der Sohn von Theodor Isendahl und Wilhelmine, geb. Bülow, besuchte das Realgymnasium in Neisse und studierte Maschinenbau an der Technischen Hochschule Charlottenburg sowie an der Friedrich-Wilhelm Universität Berlin. Am 16. November 1905 heiratete er die Kaufmannstochter Emmy Müller aus Neiße, mit der er die Kinder Charlotte und Herbert (* 1909) hatte. 1918 wohnte er in  Berlin-Wilmersdorf, Holsteinische Str. 21.
Seit 1898 im Automobilfach tätig galt er auch als „a well-known motorboatman, winner of many trophies in Germany“. 1900–1903 war er Redakteur der Zeitschrift Motorwagen, 1905–1912 Chefredakteur der Allgemeinen Automobilzeitung und der Zeitschrift Das Motorboot. 1912 gründete er mit Gustav Braunbeck die Zeitschrift Motor, deren Hauptschriftleiter er 1913–1916 und 1934/35 war. Daneben schrieb er für Auto und Wirtschaft, The Motor, Dienst am Auto, The Yacht und Stoewer Magazine.
Im Ersten Weltkrieg leitete er als Mitglied des Stabes die Technische Abteilung des Kaiserlichen Motorbootkorps.
Danach machte er sich selbständig als Hersteller von Wisco-Vergasern, zunächst für flüssige Brennstoffe. Er wandte sich dann das Vergasung (teerarmer) fester Brennstoffe im Kraftfahrzeug zu und gründete die Wisco Fahrzeug-Gasgeneratoren Grau, Isendahl & Co. Kg in Berlin-Halensee, deren technischer Leiter er war. Nach dem Zweiten Weltkrieg wurde das Unternehmen in Beeskow wieder aufgebaut: Die Gesellschaft hat am 8. Dezember 1945 begonnen. Dabei „war Dr.-Ing. Herbert Isendahl in Beeskow Prokura erteilt“. Die brandenburgische Landesregierung erteilte ihm 1947 den Auftrag, einen Schlepper mit Holzgasmotor zu entwickeln. Als Herbert im Dezember 1948 aus der Gesellschaft ausschied, trat stattdessen seine Ehefrau Irmgard, geb. Schmidt, als Kommandantistin ein. Am 10. August 1950 wurde die Gesellschaft Wisco aus dem Handelsregister in Beeskow gelöscht.

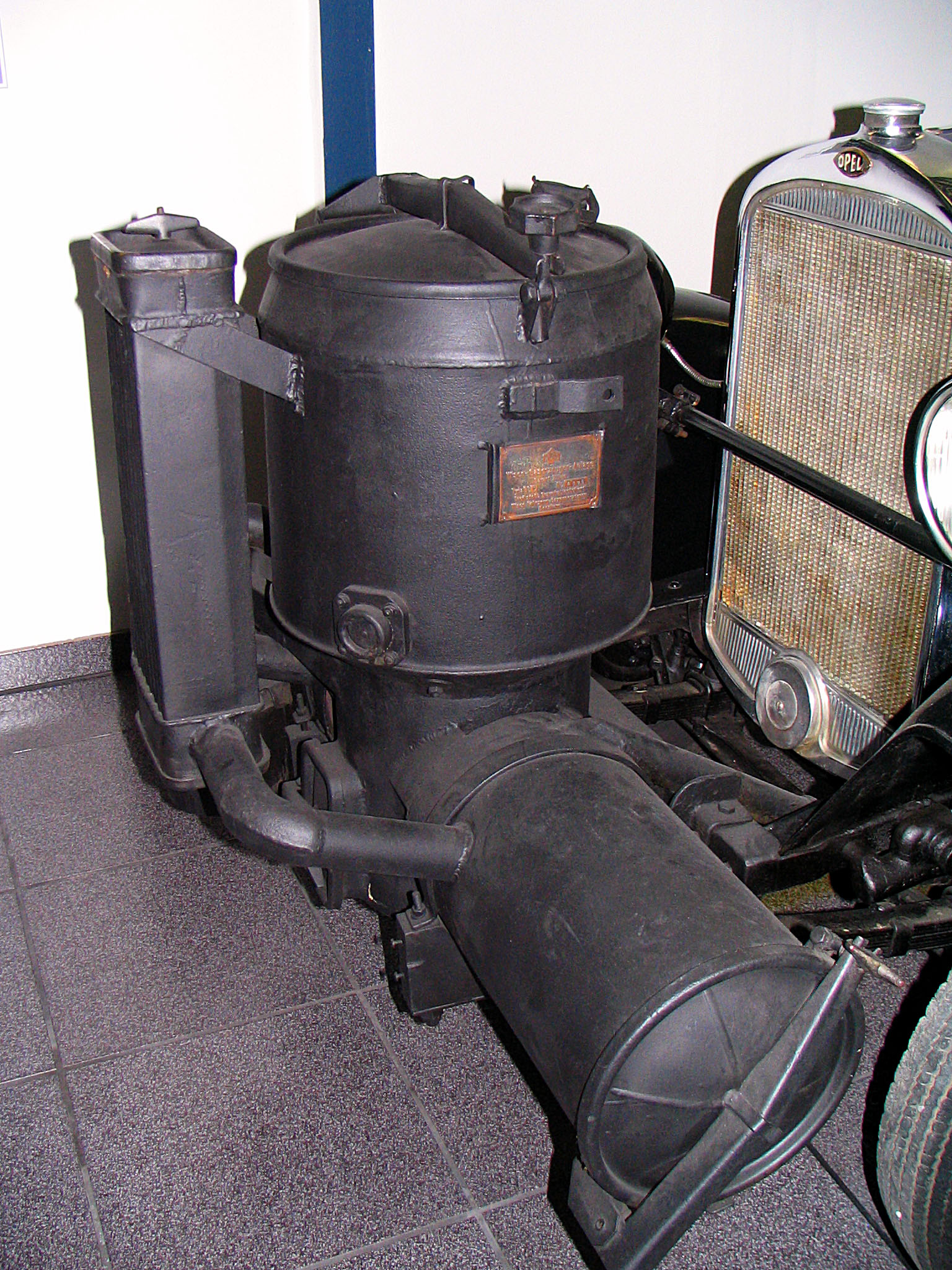
Opel P4 mit Wisco Gasgenerator Typ BLO
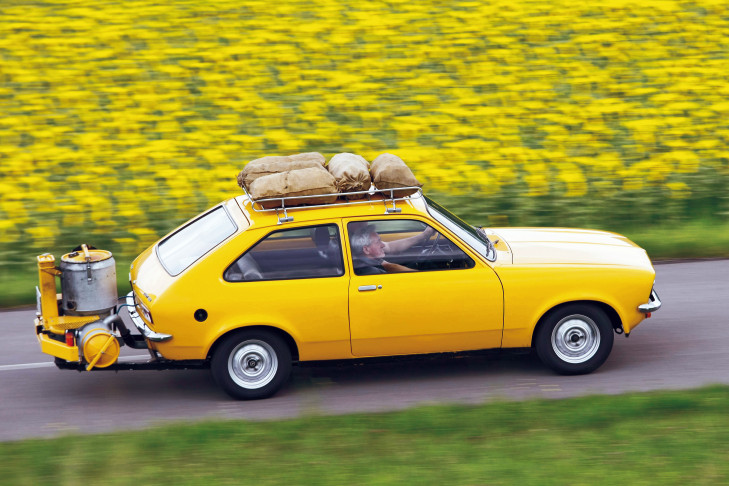
Opel Kadett mit Wisco Gasgenerator Typ BLO

## Veröffentlichungen
- Der Explosionsmotor; 1901
- Technisches Taschenwörterbuch (Deutsch, Englisch, Französisch); 1902
- mit Theodor Lehmbeck: Berechnung, Construktion und Fabrikation von Automobilmotoren; Band 1, 1908
- mit Hermann Dorner: Flugmotoren; 1912
- Automobil-Sport-Kalender; 1906
- Automobil und Automobilsport; 2 Bände, 1908
- Flugmotoren. Bau und Behandlung, Band 1, 1913
- Bericht über die National-Flugspende; 1913
- Bootsmotoren. Konstruktion, Einbau und Behandlung; 1915
- Verbrennungsmotoren (Lehrbuch, Band 1)
- Motor-Yachten; Band 1, 1917
- Klassische Motoryachten : Einrichtung und Handhabung; Bremen: Salzwasser-Verl., 2009
- Die Kunst, gut zu Fahren!; 1931